# Jan Christen
Pour les articles homonymes, voir Christen.
 Jan Christen, né le 24 juin 2004 à Gippingen, est un coureur cycliste suisse. Il participe à des compétitions sur route, en VTT et en cyclo-cross.
Il est issu d'une famille de cycliste : son père, Josef (né en 1970),  a notamment gagné une étape du Tour de Langkawi 1996, son grand père, Hans Schleuniger (1933-2021), a aussi participé au Tour de France 1960. Son frère Fabio est également cycliste professionnel et porte les couleurs de la formation Q36.5, comme ses cousins Nicola (né en 2003) et Leandro Schleuniger (né en 2005), eux amateurs.

## Biographie

### Jeunesse et formation
En 2021, pour sa première année en tant que juniors (17/18 ans), il gagne une étape du Tour du Valromey et remporte quatre championnats de Suisse : le contre-la-montre sur route, l'omnium sur piste, le VTT cross-country et le cyclo-cross. Au cours de la saison 2022, il défend avec succès ses titres sur route, en VTT et en cyclo-cross. Sur le plan international, il devient champion du monde de cyclo-cross juniors en janvier, à l'issue d'un sprint à trois à Fayetteville (États-Unis). Sur route, il remporte à domicile le Tour du Pays de Vaud, une manche de la Coupe des Nations Juniors et devient en solitaire champion d'Europe sur route juniors en juillet,. En août, il décroche une médaille d'argent aux  mondiaux de cross-country juniors.
En raison de ses succès dans les différentes disciplines cyclistes, il est alors considéré comme un talent prometteur et est comparé à Tom Pidcock. Il souhaite se concentrer sur une carrière sur route, tout en restant actif sur le cyclo-cross et le VTT le plus longtemps possible. En mai 2022, alors qu'il n'a pas encore 18 ans et court toujours chez les juniors, il signe un contrat de cinq ans avec l'équipe World Tour UAE Team Emirates. Cependant, il rejoint dans un premier temps, lors de la saison 2023, l'équipe continentale américaine Hagens Berman Axeon pour acquérir de l'expérience et pouvoir courir des courses du calendrier des espoirs (moins de 23 ans), notamment le Tour de l'Avenir qu'il souhaite gagner. Dès sa première course, il se classe deuxième du Trofej Umag-Umag Trophy, une course inscrite au calendrier de l'UCI Europe Tour où il est devancé par Adam Ťoupalík. Le 15 avril, il arrive pour la gagne sur Liège-Bastogne-Liège espoirs, où il prend la huitième place. En mai, il gagne en solitaire la 7e étape du Tour d'Italie espoirs. Le 1er août 2023, il rejoint officiellement l'effectif de l'équipe UAE Emirates,.

### Carrière professionnelle

#### 2024
Après quelques courses disputées avec l'équipe première dès 2023, dont la Bretagne Classic, il commence sa saison 2024 par le Tour de la Communauté valencienne, qu'il achève en 44e position mais avec un top 10 sur la dernière étape. Il obtient sa première place d'honneur fin février, sur le Trofeo Laigueglia, finissant 5e, mais ayant été le dernier à suivre le vainqueur, Lenny Martinez. Quelques jours plus tard, il finit deuxième de Milan-Turin, battu par Alberto Bettiol mais battant son compatriote Marc Hirschi, 3e.
Il dispute ses premières courses par étapes en milieu de saison, celles de Suisse notamment : le Tour de Suisse, qu'il achève en 30e position et le Tour de Romandie où il termine 31e. Il participe également à ses premières classiques, finissant 15e d'Eschborn-Francfort et 30e de l'Amstel Gold Race. Il remporte la 2e étape du Tour des Abruzzes, s'emparant du maillot de leader du classement général mais terminant finalement à la 12e place.
D'abord 3e du championnat suisse de contre-la-montre, seulement devancé par des rouleurs confirmés, Stefan Küng et Stefan Bisseger, il s'impose le 14 juillet sur le Tour des Apennins avec quasiment une minute d'avance, puis de nouveau le 25 juillet à l'occasion de la Classique d'Ordizia, devançant Vincenzo Albanese et Pau Miquel.

#### 2025
Dès la fin janvier, il participe au Challenge de Majorque et remporte la 3e journée en solitaire au Trofeo Calvià arrivant à Palma Nova. En février, il gagne la 2e étape du Tour de l'Algarve à l'Alto da Fóia et endosse le maillot jaune qu'il conserve pendant deux étapes avant de terminer à la dixième place du classement général et deuxième du classement du meilleur jeune derrière Romain Grégoire. Le 23 avril, il se retrouve avec les meilleurs au pied de la dernière ascension du Mur de Huy et termine treizième de cette édition de la Flèche wallonne.

## Palmarès sur route

### Par années
- 2020
  -  Champion de Suisse du contre-la-montre débutants
- 2021
  -  Champion de Suisse du contre-la-montre juniors
  - 1re étape du Tour du Valromey
  - Grand Prix L'Échappée juniors
  - Silenen-Amsteg-Bristen juniors
  - 6e du championnat d'Europe sur route juniors
  - 7e du championnat du monde du contre-la-montre juniors
- 2022
  -  Champion d'Europe sur route juniors
  -  Champion de Suisse du contre-la-montre juniors
  - Tour du Pays de Vaud :
    - Classement général
    - 3e étape

  - 2e du championnat de Suisse sur route juniors
  - 3e du Tour du Valromey
  - 4e du championnat du monde du contre-la-montre juniors
  - 6e du championnat d'Europe du contre-la-montre juniors
- 2023
  - 7e étape du Tour d'Italie espoirs
  - 2e du Trofej Umag-Umag Trophy
  - 9e du championnat du monde du contre-la-montre espoirs
- 2024
  - 2e étape du Tour des Abruzzes
  - Tour des Apennins
  - Classique d'Ordizia
  - 2e de Milan-Turin
  -  Médaillé de bronze du championnat du monde du contre-la-montre espoirs
  - 4e du championnat du monde sur route espoirs
  - 9e de la Classique de Saint-Sébastien
- 2025
  - Trofeo Calvià
  - 2e étape du Tour de l'Algarve
  - 2e de la Classique de Saint-Sébastien
  - 3e du Tour de Norvège
  - 3e du Grand Prix du canton d'Argovie
  - 4e du Tour de Pologne

### Classements mondiaux
| Année                                 | 2023 | 2024 |
| ------------------------------------- | ---- | ---- |
| Classement mondial                    | 638e | 101e |
| UCI Europe Tour                       | nc   | 82e  |
|                                       |      |      |
| Légende : nc = non classéSource : UCI |      |      |

## Palmarès en cyclo-cross
- 2019-2020
  - 3e du championnat de Suisse de cyclo-cross débutants
- 2020-2021
  -  Champion de Suisse de cyclo-cross juniors
- 2021-2022
  -  Champion du monde de cyclo-cross juniors
  -  Champion de Suisse de cyclo-cross juniors
  - 10e du championnat d'Europe de cyclo-cross juniors
- 2022-2023
  - 2e du championnat de Suisse de cyclo-cross espoirs

## Palmarès en VTT

### Championnats du monde
- Les Gets 2022
  -  Médaillé d'argent du cross-country juniors

### Championnats de Suisse
- 2021
  -  Champion de Suisse de cross-country juniors
- 2022
  -  Champion de Suisse de cross-country juniors

## Palmarès sur piste
- 2021
  -  Champion de Suisse d'omnium juniors
- 2022
  -  Champion de Suisse d'omnium juniors